# Ерленбах бај Дан
Ерленбах бај Дан (њем. Erlenbach bei Dahn) општина је у њемачкој савезној држави Рајна-Палатинат. Једно је од 84 општинска средишта округа Југозападни Палатинат. Према процјени из 2010. у општини је живјело 349 становника. Посједује регионалну шифру (AGS) 7340010.

## Географски и демографски подаци
Ерленбах бај Дан се налази у савезној држави Рајна-Палатинат у округу Југозападни Палатинат. Општина се налази на надморској висини од 205 метара. Површина општине износи 13,0 km². У самом мјесту је, према процјени из 2010. године, живјело 349 становника. Просјечна густина становништва износи 27 становника/km².